# 3型自然リンパ球

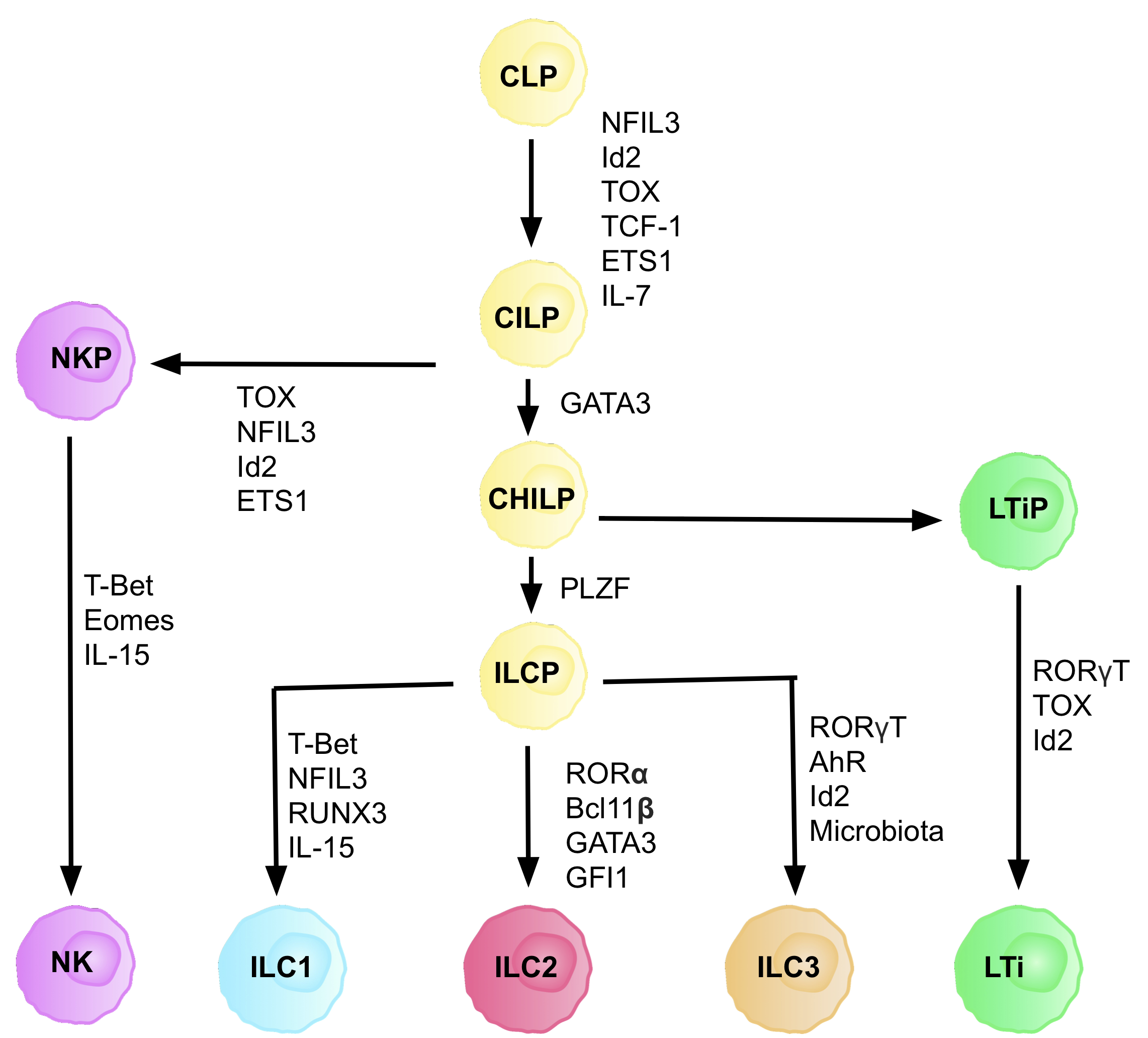
リンパ系共通前駆細胞（CLP）から始まるILCの発生の模式図。主にマウスでの分化経路に基づいている。

3型自然リンパ球（3がたしぜんリンパきゅう、英: type 3 innate lymphoid cell、略称: ILC3）はリンパ系細胞系譜の免疫細胞であり、自然免疫系の一部を構成している。これらの細胞は粘膜上での自然免疫に関与しており、組織の恒常性、宿主-共生微生物間の相利共生、病原体クリアランスに寄与している。ILC3は自然リンパ球（ILC）と呼ばれる不均質な細胞グループの一部を構成しており、自然リンパ球は慣例的に、マスター転写因子の発現や分泌されるエフェクターサイトカインに基づいてILC1、ILC2、ILC3の3つのサブセットへの分類がなされている。

## 特徴
ILC3はNCR（natural cytotoxicity receptor）と呼ばれる受容体群の発現に基づいて、NCR+ ILC3とNCR− ILC3の2つのサブグループへ分類される場合がある。これらの受容体の発現はNK細胞に広くみられるほか、自然免疫・獲得免疫に関与する細胞の一部の亜集団にもみられ、NK細胞の活性化や細胞傷害活性、すなわち細胞溶解や炎症性サイトカインの分泌などに関与している。リンパ組織誘導細胞（LTi細胞）もILC3のサブグループの1つとして位置づけられる場合があり、胚発生時の二次リンパ器官の発生に重要である。ILC3はTh17細胞に典型的なサイトカインを産生する。ILC3を特徴づけるのはRORγt転写因子の発現であり、この転写因子はILC3細胞の発生とケモカイン受容体CCR6の発現に必要である。ILC3はIL-17（特にIL-17A）やIL-22を産生する。ILC3はこれらのサイトカインを同時に産生する場合も個別に産生している場合もあるが、NCR+ ILC3はIL-22のみを産生する。ILC3はIL-23受容体を発現しており、IL-17やIL-22の産生はIL-23とIL-1βによって刺激される。ILC3は典型的にRORγtを発現し、また一部はAHRを発現している。これら2つの転写因子の相互作用は腸内でのILC3の蓄積とIL-22の産生を引き起こす。ILC3に分類される細胞群が発現している細胞表面マーカーは非常に不均質であり、置かれた環境によって異なる機能を有する組織特異的細胞集団から構成されている。またILC3は表現型も可塑的であり、特定の状況下でILC1様の表現型を獲得することも観察されている。

## 機能
ILC3は、細胞外寄生虫に対する防御や腸管恒常性の維持に重要な、不均質な細胞集団である。これらの細胞はIL-17やIL-22を産生することで、効果的な抗微生物防御に寄与している。IL-22の役割はヒトとマウスではいくぶん異なっている。齧歯類モデルでは、IL-22は炎症性腸疾患（IBD）の経過の改善や大腸のムチンバリアの喪失時の上皮の回復に関与していることが示されている。一方でヒトのIBDではIL-22は疾患の病理に影響を及ぼす。IL-22は腸管恒常性の維持に重要なサイトカインである。IL-22の作用はムチン層喪失時に腸粘膜表面の防御を高め、またβ-ディフェンシンなどの抗菌因子の産生をもたらす能力は腸管恒常性の維持を補助する強力な機構となっている。乾癬など炎症性皮膚疾患では、β-ディフェンシンの発現上昇を伴うIL-22濃度の上昇が報告されている。このようにIL-17だけでなくIL-22もこうした皮膚疾患の発症に関与している可能性があり、問題がない場合にはIL-22の発現は観察されない。IL-17やIL-22の作用は相互に補完しあい、作用部位での抗菌ペプチド量の増大を刺激する。ILC2と同様にILC3はMHCクラスII分子を発現し、抗原提示細胞としての機能が割り当てられている可能性がある。しかしながら、ILCは免疫応答の適切な活性化と開始に必要な共刺激受容体を欠いている。そのため、ILCはヘルパーT細胞のアネルギー状態を誘導している可能性がある。ILC3の場合には、MHCクラスII分子の発現能力は腸内の共生微生物に対する免疫寛容の維持に寄与しているようであり、これらの細胞は無害で有益な腸内微生物に対するCD4+T細胞の応答を抑制する。この寛容が維持されない場合には、望ましくない疾患状態につながる場合がある。一方で、IL-22やIL-17の作用が常に有益であるわけではない。これらは多発性硬化症や関節リウマチなどの一部の自己免疫疾患の原因となる。またIL-17Aはケラチノサイトを特異的標的とし、乾癬を引き起こす主要なサイトカインとなっている。さらに、IL-17AはIBDの患者でも発現が上昇している。
ILC3は既に出生前の段階で、感染に対する体の抵抗性に関与している可能性がある。LTi細胞は二次リンパ器官の起源、そして発達に重要である。LTi細胞の分化とシグナル伝達はレチノイン酸（ビタミンA構成物質の1つ）に依存している。母体の食事を通じたレチノイン酸摂取は胎児のLTi細胞や二次リンパ器官の発生に直接的影響を及ぼし、より後の段階でも影響を及ぼしている可能性がある。

### 疾患におけるILC3の役割
ILC3細胞は消化管の見張り番として機能している。これらの細胞は恒常性と共生微生物に対する免疫寛容の維持に関与している一方で、侵入病原体に対する防御にも重要である。ILC3細胞の転写プロファイルやサイトカインプロファイルはTh17細胞とよく類似しており、特定の状況下では病因となって疾患の進行や炎症に寄与する場合がある。ILC3はIBDの進行と関連づけられている。IBDとは消化管の慢性的炎症状態を表すアンブレラタームであり、遺伝的素因だけでなく免疫の調節不全や環境シグナルなど多くの因子がその発症と関連づけられている。最もよく知られたIBDの種類としては、クローン病や潰瘍性大腸炎が挙げられる。IBD患者の結腸ではILC3細胞数の増加が観察され、IBD状況下ではNCR+ ILC3ではなくNCR− ILC3が病因となることが示されているものの、疾患の進行に対する各ILC3サブセットの正確な寄与は十分には理解されていない。一部の研究ではクローン病患者ではNCR+ ILC3細胞数の減少が示されている。NCR+ ILC3はIL-22の重要な産生源である。IL-22は腸管上皮バリアの維持と完全性に重要であり、その濃度の低下は腸管上皮バリア機能の破綻の素因となる可能性がある。一方他の研究では、マウスIBDモデルとヒト患者の双方でILC3の過剰な活性化が指摘されており、高濃度のIL-22も検出されている。腸管マクロファージは粘膜ILC3によるIL-22産生を誘導することで腸管の炎症を加速することが示されている。特定の状況下では、ILC3はIL-23とIL-12シグナルを介してIFN-γを産生するILC1様細胞へ分化転換することが観察されており、慢性炎症に寄与する。病原体が腸管上皮へ広範囲で侵入している症例では、ILC3によるIL-22とIL-17の過剰発現が好中球の過剰な流入、上皮の透過性の増大、そして炎症をもたらしている可能性がある。
ILC3細胞は病原真菌であるカンジダCandida albicansに対する免疫応答とも関連づけられている。この日和見感染病原体はTh17免疫応答を誘導する。ILC3はIL-17Aなどのサイトカインの分泌によって、この病原体に対する免疫応答に寄与する。
ILC3は肺の健康の維持や肺疾患の進行に関与していることも示されている。IL-17/IL-22軸は肺の適切な機能性に重要であり、そのバランスの異常は病理につながる。Th2応答の調節不全は喘息や他の病理と関連づけられているため、肺の健康に関するILC2の研究が広く行われており、この細胞集団は組織の修復にも重要である。一方で、肺組織に最も広く存在するILC集団はILC3である。肺が適切に機能するためには肺粘膜の恒常性の維持と感染時の適切な免疫応答とのバランスが重要であり、ILC3細胞はウイルスの肺への感染時に重要な役割を果たしていると考えられている。インフルエンザウイルスの感染時には、感染直後の段階で高濃度のIL-17Aが検出され、組織の広範囲へ好中球がリクルートされることで肺損傷が引き起こされる。ILC3由来のIL-22はこうした作用に対抗し、宿主の組織を保護する。IL-22の欠乏は広範囲の組織損傷の原因となる。一方、インフルエンザウイルスと細菌の共感染時にIL-17A濃度が不十分であった場合には二次性細菌性肺炎が引き起こされる。ILC3細胞は免疫応答と破壊された粘膜上皮への二次性感染の防止とのバランスをとるために重要な役割を果たしている可能性が高く、これらの活性の調節が失われた場合には組織損傷が引きこされる場合がある。
ILC3は細菌の肺への感染時にIL-17の産生源となる細胞集団の1つであり、このサイトカインは細菌のクリアランスに重要である。組織損傷やPAMPに応答して肺へリクルートされた単球はTNFを産生することが観察されており、IL-17を分泌するILC3細胞数の増加をもたらし、その後の好中球の流入を引き起こす。ILC3由来のIL-22は上皮の増殖と抗微生物分子の産生を促進する。
ILC3は多発性硬化症や腸脳軸に重要な役割を果たしている可能性も示唆されている。多発性硬化症は自己反応性T細胞、特にTh1細胞やTh17細胞によって駆動される自己免疫疾患である。腸管恒常性の破綻と多発性硬化症の発症との関係の研究が行われており、この疾患の予防には腸管恒常性が必要不可欠なようである。ILC3細胞は腸管恒常性や免疫寛容に重要な細胞集団であるため、この疾患の発症に重要な役割を果たしている可能性が示唆されている。ILC3細胞は短鎖脂肪酸受容体など、食餌由来化合物や微生物産物に対する細胞表面受容体をいくつか発現している。多発性硬化症患者や実験的自己免疫性脳脊髄炎（EAE）マウスモデルでは糞便中の短鎖脂肪酸濃度の低下が観察されており、腸管内腔の内容物とILC3を介した恒常性との関連が示唆されている。短鎖脂肪酸の経口投与は制御性T細胞の活性を促進することで有益な効果を及ぼすことがEAEモデルで示されている。